# East Feliciana megye
East Feliciana megye az Amerikai Egyesült Államokban, azon belül Louisiana államban található. Megyeszékhelye Clinton, legnagyobb városa Jackson. Lakosainak száma 19 539 fő (2020. április 1.). East Feliciana megye Amite, East Baton Rouge, Wilkinson, St. Helena, West Feliciana és West Baton Rouge megyékkel határos.

## Népesség
A megye népességének változása:
| Lakosok száma | 20 181 | 20 162 | 19 998 | 19 728 | 19 696 | 19 539 |
|               | 2010   | 2011   | 2012   | 2013   | 2015   | 2020   |